# 3384 Далія
3384 Далія (3384 Daliya) — астероїд головного поясу, відкритий 19 вересня 1974 року.
Тіссеранів параметр щодо Юпітера — 3,504.